# Eduardo Garzón Espinosa
Eduardo Garzón Espinosa (Logronyo, 1988) és un economista i professor universitari espanyol.

## Biografia
Eduardo Garzón va néixer a Logronyo el 1988. És germà d'Alberto Garzón Espinosa.
Va estudiar Economia i Administració i Direcció d'Empreses a la Universitat de Màlaga. Va realitzar un màster en Economia Internacional i Desenvolupament a la Universitat Complutense de Madrid, realitzant el doctorat a la Universitat Autònoma de Madrid.
Va ser assessor d'economia a l'Ajuntament de Madrid de l'àrea de Carlos Sánchez Mato durant el mandat de Manuela Carmena.
Actualment és professor associat de la Universitat Autònoma de Madrid.
És membre del Consell Científic d'ATTAC Espanya. Col·labora habitualment amb diferents mitjans de comunicació, com eldiario.es, La Marea, El Jueves, Telecinco, TVE i La Sexta, a més que té un bloc sobre economia: Saque de esquina.

## Llibres
- Garzón Espinosa, Eduardo. Modern Monetary Theory: A Comprehensive and Constructive Criticism (en anglès).  Taylor & Francis, 2024. ISBN 9781032443652.
- Garzón Espinosa, Eduardo. La otra economía que no nos quieren contar: Teoría Monetaria Moderna para principiantes (en castellà).  Akal, 2021. ISBN 9788446051305.
- Garzón Espinosa, Eduardo; Sánchez Mato, Carlos. 919 Días ¡Sí Se podía!: Cómo el Ayuntamiento de Madrid puso la economía al servicio de la gente (en castellà).  Akal, 2019. ISBN 9788446048633.
- Garzón Espinosa, Eduardo. Desmontando los mitos económicos de la derecha: Guía para que no te la den con queso (en castellà).  Península, 2017. ISBN 9788499426013.
- Garzón Espinosa, Eduardo; Guamán Hernández, Adoración; Garzón Espinosa, Alberto; Trillo Párraga, Francisco José; Illueca Ballester, Héctor. El Trabajo Garantizado: Una propuesta necesaria frente al desempleo y la precarización (en castellà).  Akal, 2015. ISBN 9788446042594.